# Xu Chen
Xu Chen (Jiangsu, 29 de novembro de 1984) é um jogador de badminton chinês. medalhista olímpico, especialista em duplas.

## Carreira
Xu Chen representou seu país nos Jogos Olímpicos de Verão de 2012 conquistando a medalha de prata, nas duplas mistas com Ma Jin.